# Vicomte Bateman
Pour les articles homonymes, voir Bateman.
 (octobre 2022).
Si vous disposez d'ouvrages ou d'articles de référence ou si vous connaissez des sites web de qualité traitant du thème abordé ici, merci de compléter l'article en donnant les références utiles à sa vérifiabilité et en les liant à la section « Notes et références ».
Vicomte Bateman était un titre de la pairie d'Irlande, créé le 12 juillet 1725 pour William Bateman, fils de Sir James Bateman, Lord-maire de Londres de 1716 à 1717. En même temps, il est créé baron Culmore (de Culmore, dans le comté de Londonderry) aussi dans la pairie d'Irlande.
John Bateman, 2e vicomte Bateman, meurt sans descendance en 1802, et le titre de vicomte s'éteint avec lui. Les propriétés de la famille sont héritées par William Hanbury, petit-fils d'Anne Bateman, sœur du 1er vicomte Bateman. En 1837, William relève le nom de famille Bateman, et est créé baron Bateman, dans la pairie du Royaume-Uni, la même année.
Le titre s'éteint définitivement à la mort du troisième baron en 1931.

## Vicomtes Bateman (1725)
- 1725-1744 : William Bateman (1695-1744)
- 1744-1802 : John Bateman (1721-1802)

## Barons Bateman (1837)
- 1837-1845 : William Bateman-Hanbury (1780-1845)
- 1845-1901 : William Bateman-Hanbury (1826-1901)
- 1901-1931 : Spencer-William Bateman-Hanbury (1856-1931)